# バイトピア
バイトピアは、ファンタジー・ロールプレイングゲーム『ダンジョンズ&ドラゴンズ』において、中立にして善、秩序にして善の属性を持つ外方次元界である。

## 概要
本のページのように向かい合った二つの階層から成る世界であり、第一階層ドシオンが静かな生活を好む者にとっての理想郷となっており、第二階層シューロックが危険な世界での挑戦を好む者にとっての理想郷となっている。

## 神格と請願者
ノームの神格であるきらめく黄金のガールがバイトピアを統治しており、この世界の請願者（外方次元界で再構成された死者の魂）は生前の種族がどうあれノームの請願者に転生する。生前がノームであったにせよそうでなかったにせよ、請願者は総じて善で、わずかに秩序的傾向がある者たちであり、ゆっくりとしたペースで秩序を求め、好奇心を満足させ、仕事に精を出すことを楽しんでいる。